# Gustav Eberlein
Gustav Heinrich Eberlein,  (14 de julio de 1847, Spiekershausen-5 de febrero de 1926, Berlín), fue un escultor, pintor y escritor alemán. En 1900 fue, tras Reinhold Begas, el artista más activo de la escuela de escultura de Berlín del siglo XIX.

## Biografía
Pasó su infancia en Hannoversch Münden. A partir de 1866, asistió a las clases en la escuela de arte de Núremberg. En 1869, recibió una beca para continuar sus estudios en Berlín.
En 1900 Gustav Eberlein acogió en su taller, como ayudante, al escultor Fritz Röll. Utilizó el bronce como material para sus obras definitivas.
Debido a su actitud crítica hacia algunas obras de Auguste Rodin y de Constantin Meunier, 16 de las 20 obras de estos artistas fueron retiradas de la Gran Exposición de Arte de Berlín de 1900.

## Obras
La obra de Gustavo Eberlein ha sido particularmente exitosa en el campo del retrato y la escultura pequeña. En general, produjo más de 900 obras (esculturas, ilustraciones, pinturas y escritos varios). Muchos museos en Alemania y en el extranjero conservan obras de Gustav Eberlein, incluyendo la Antigua Galería Nacional de Berlín de la capital alemana.
Es el autor de la estatua de Goethe en la Villa Borghese en Roma, y el monumento a Richard Wagner en Berlín. También hizo estatuas en Chile y Argentina (la Fuente Alemana de Santiago y los grupos de bronce alrededor del Monumento al General San Martín y a los Ejércitos de la Independencia respectivamente). Otra de sus obras en Buenos Aires es el busto del fundador de la Cangallo Schule o Escuela Cangallo, Max Hopff, que se encuentra en el hall de entrada de dicha institución educativa. 
Durante la Segunda Guerra Mundial, gran parte de sus obras fueron fundidas para reutilizar el bronce, material estratégico de guerra.
Entre las mejores y más conocidas obras de Gustavo Eberlein se incluyen las siguientes:

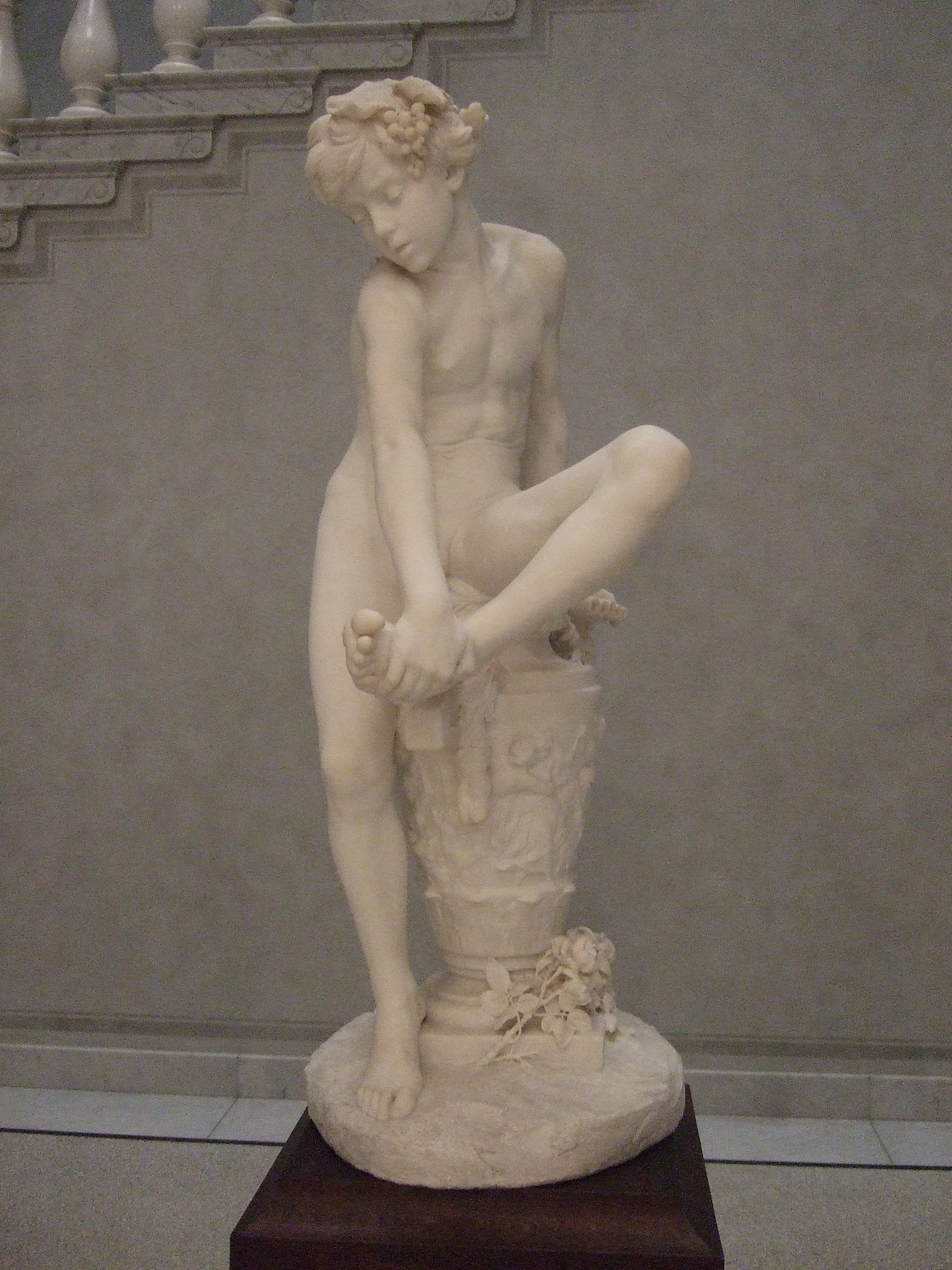
Berlin-Mitte: „Dornauszieher“ (1879/85, Antigua Galería Nacional de Berlín)
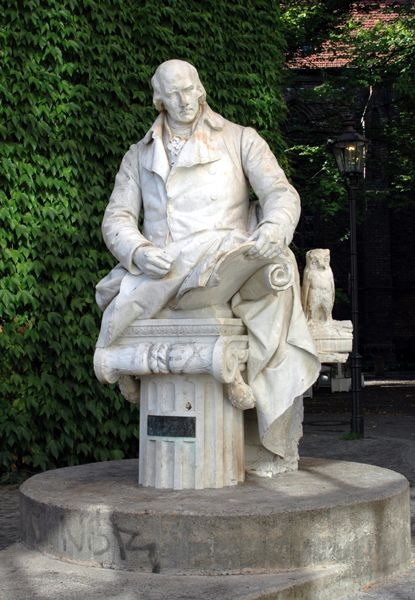
Berlin-Spandau: Retrato de mármol „Freiherr vom Stein“
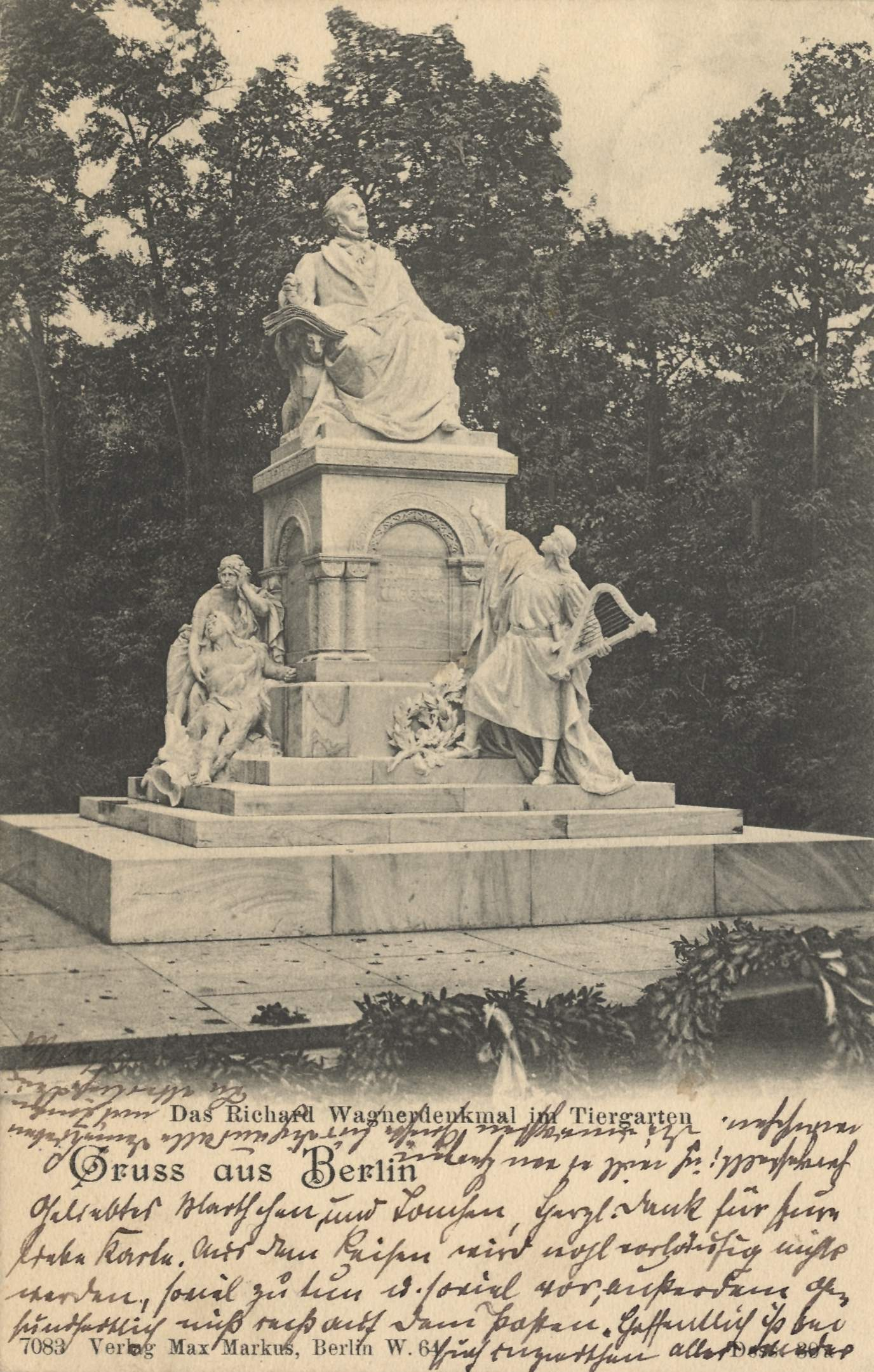
Berlin-Tiergarten: Richard Wagner-Memorial en Tiergarten
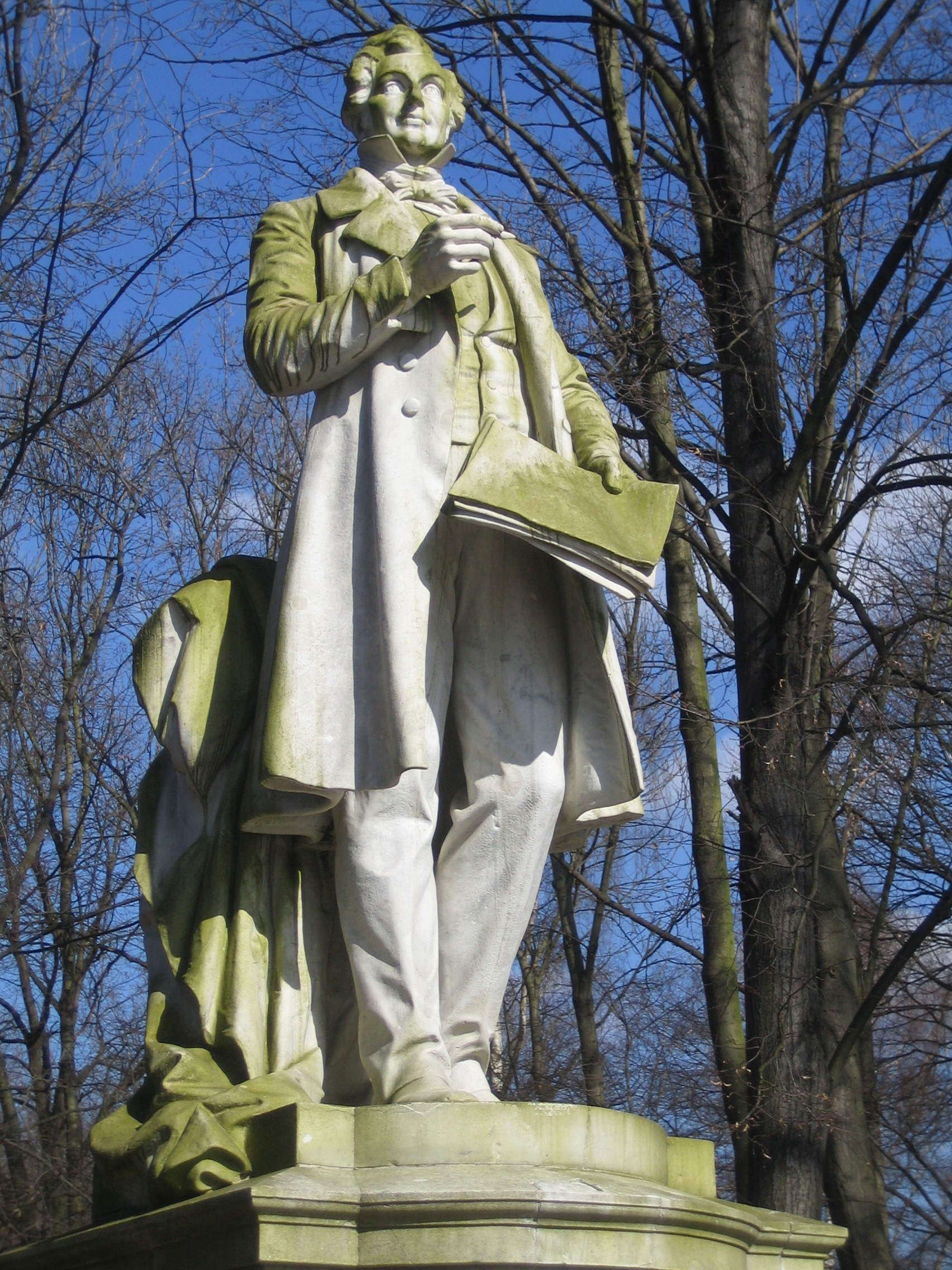
Berlin-Tiergarten: Lortzing-Memorial
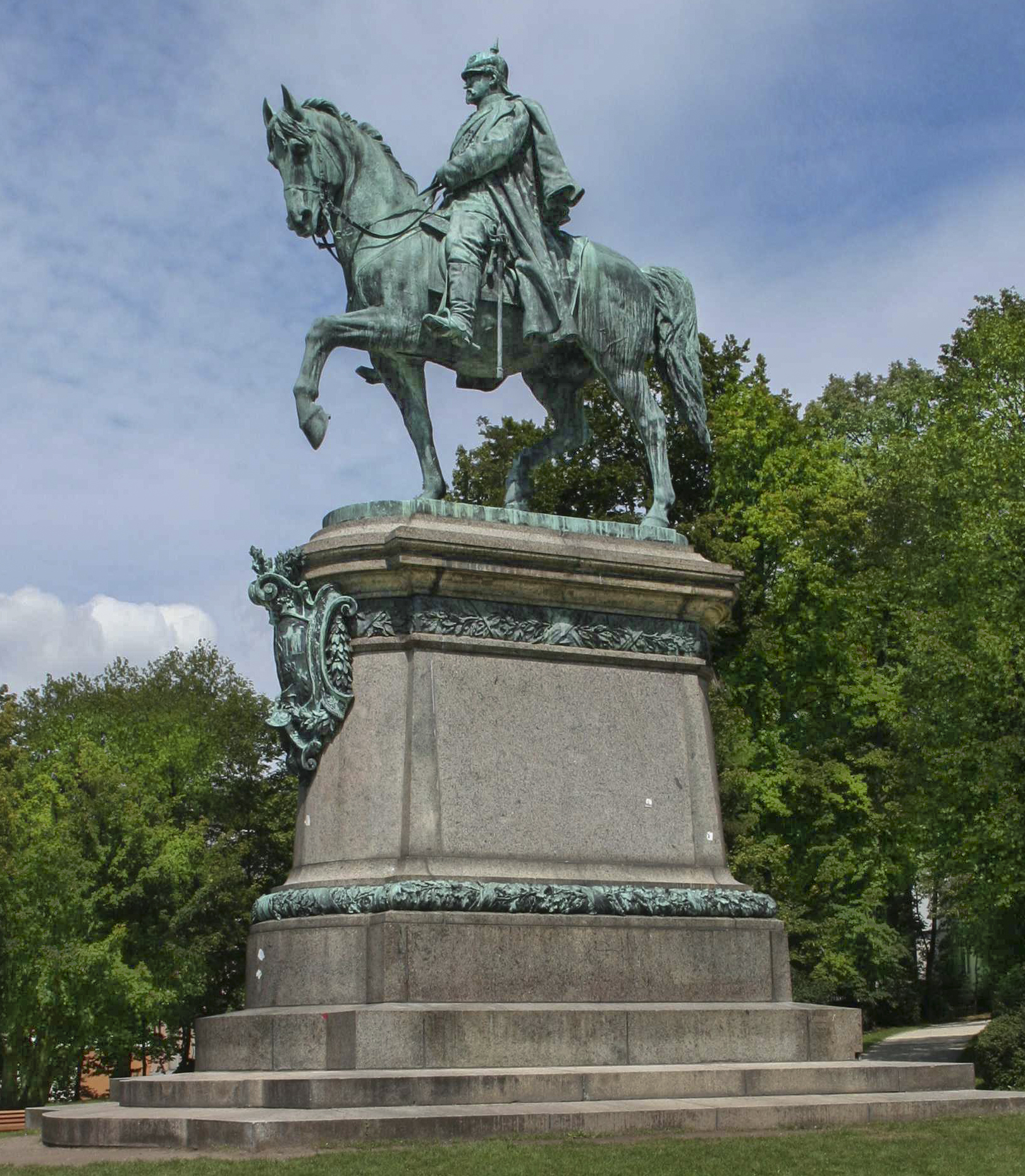
Coburg: Estatua ecuestre de Herzogs Ernst II. en Hofgarten
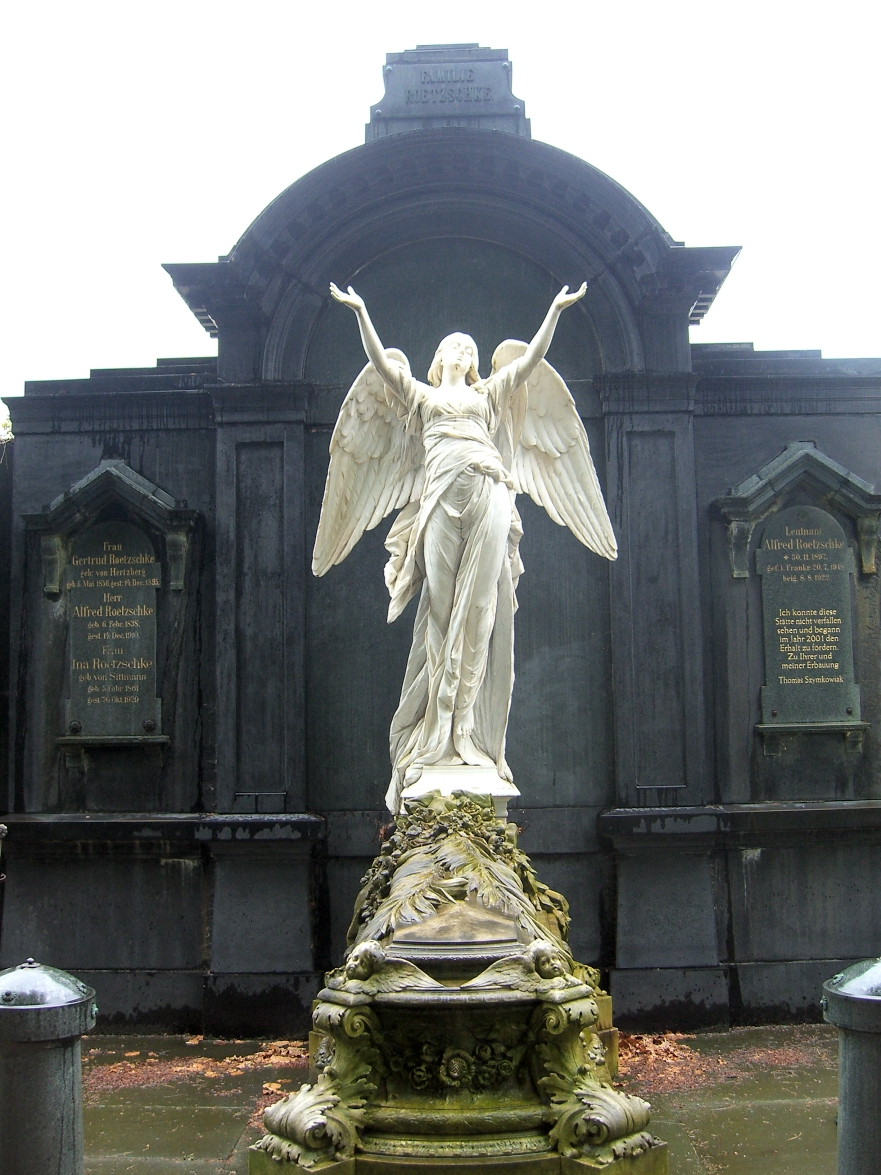
Dresden:Tumba de Roetzschke
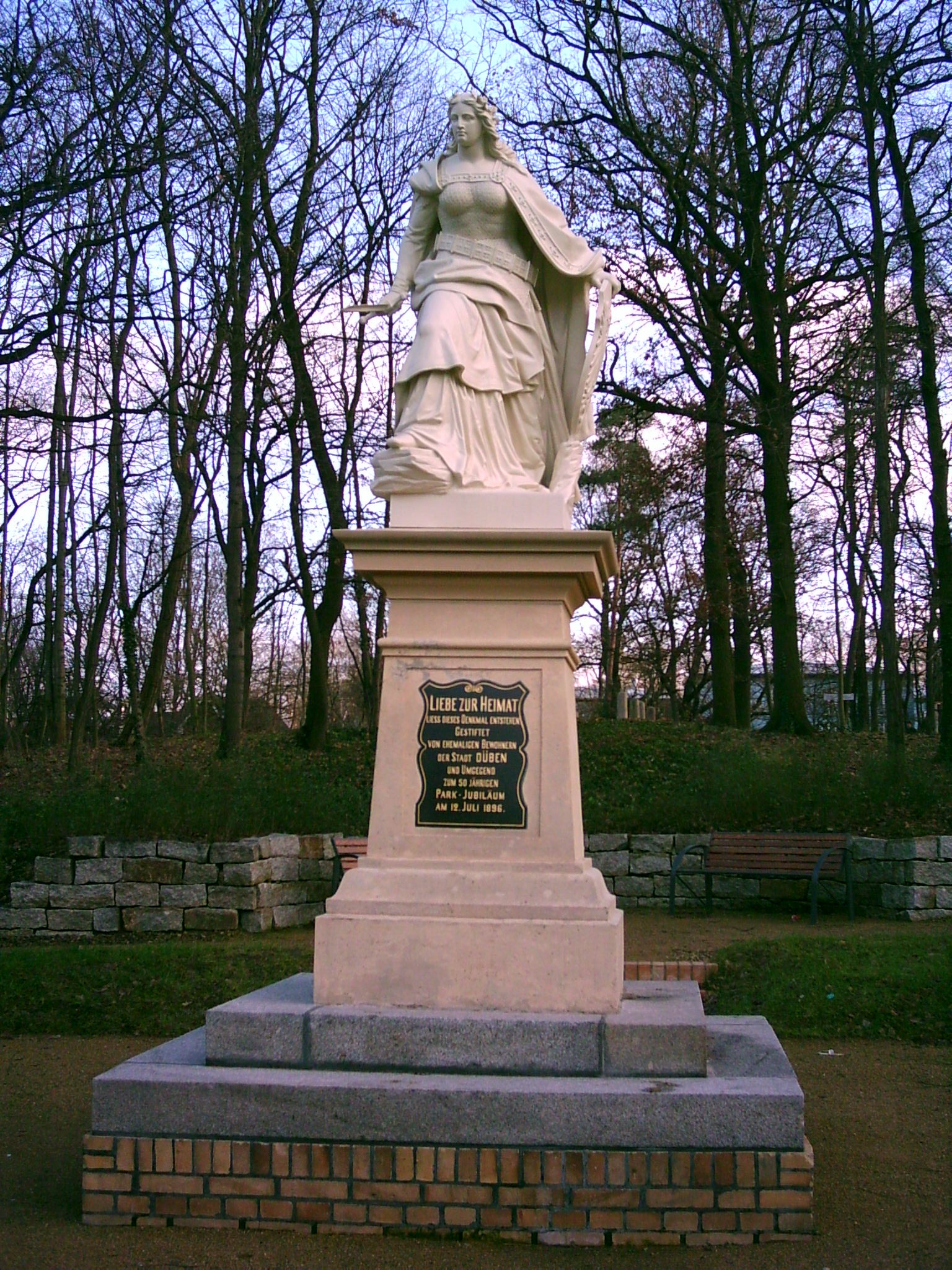
Bad Düben: Memorial de la guerra de 1870/71 con la figura de Germania
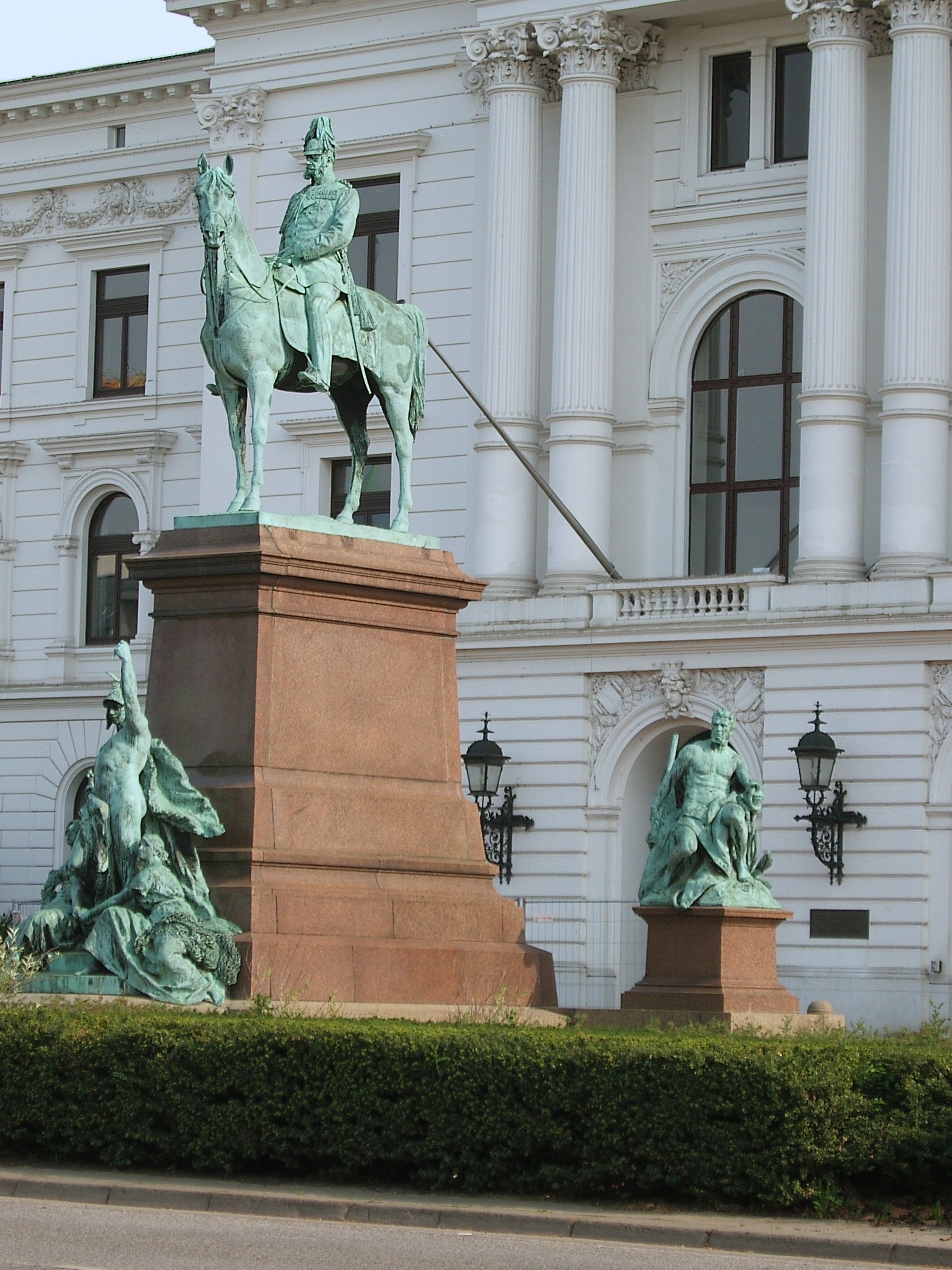
Hamburg-Altona: Kaiser-Wilhelm-I.-Denkmal (1)
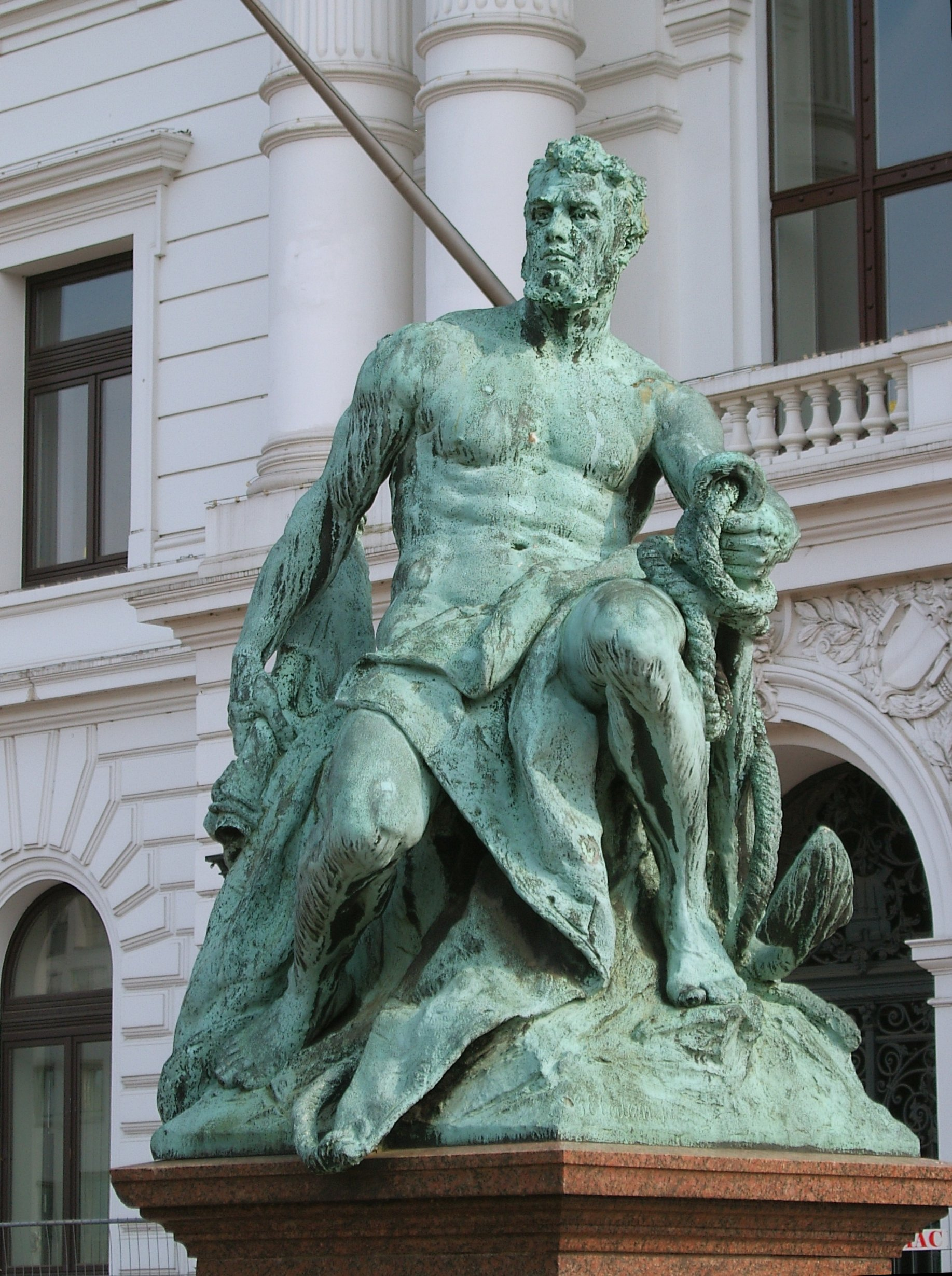
(2)
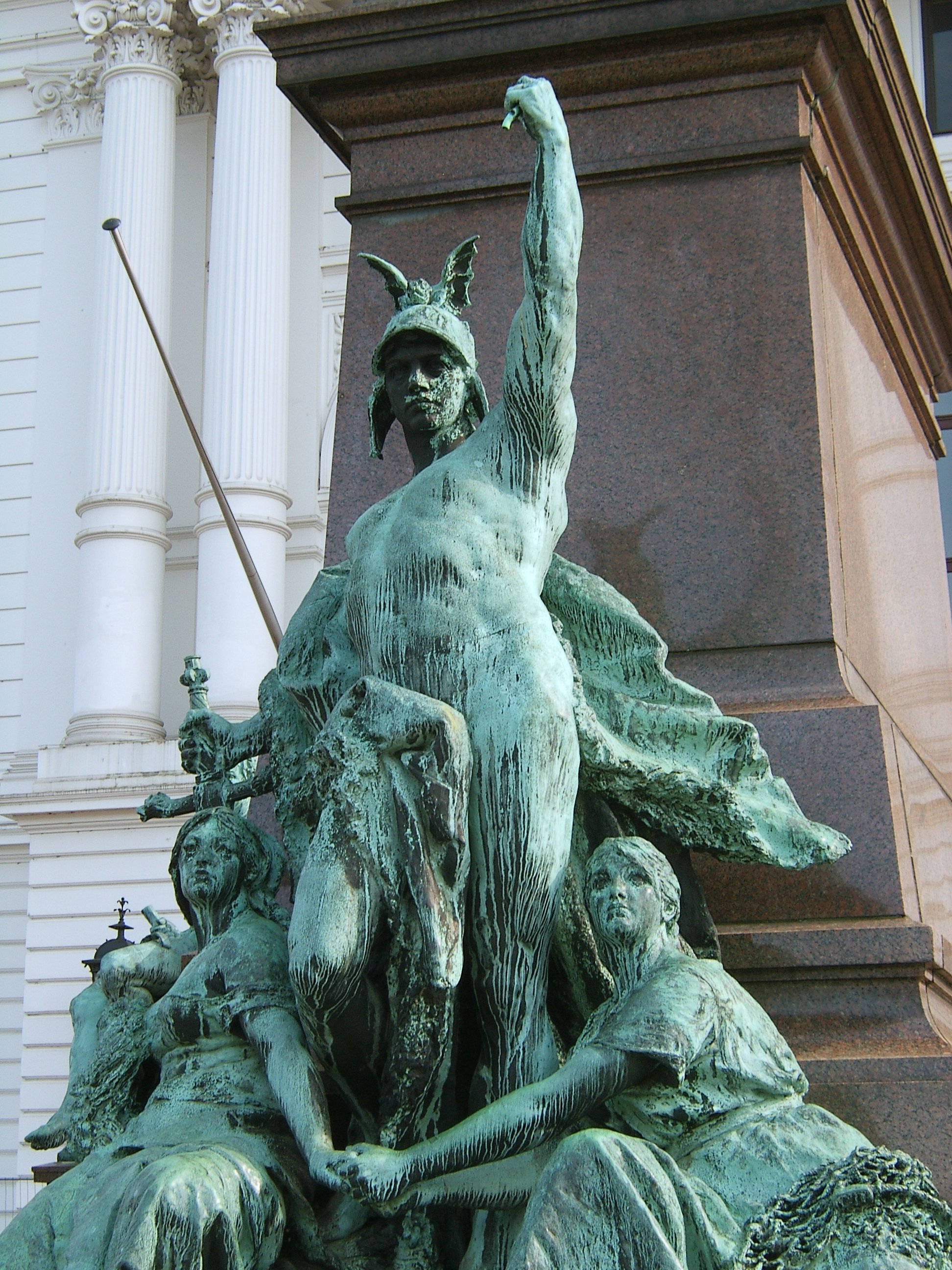
(3)
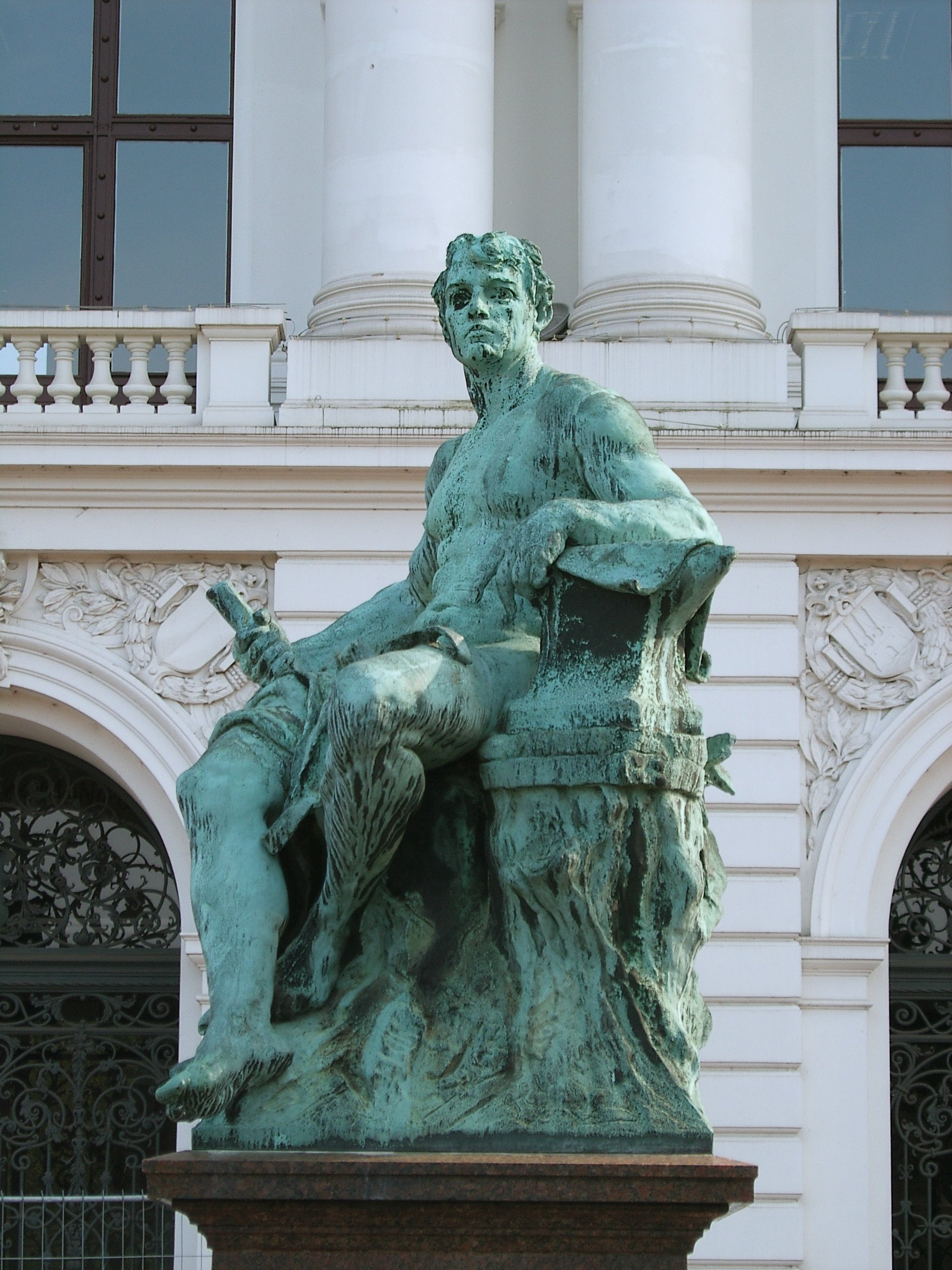
(4)
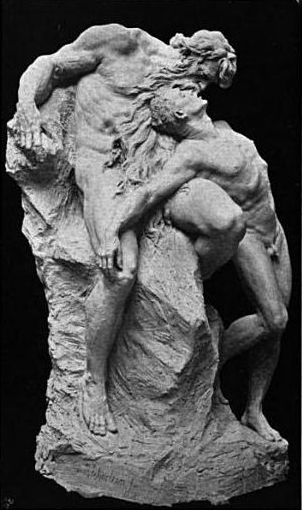
Hann. Münden: "Dios insuflando en Adán el aliento de un padre"“
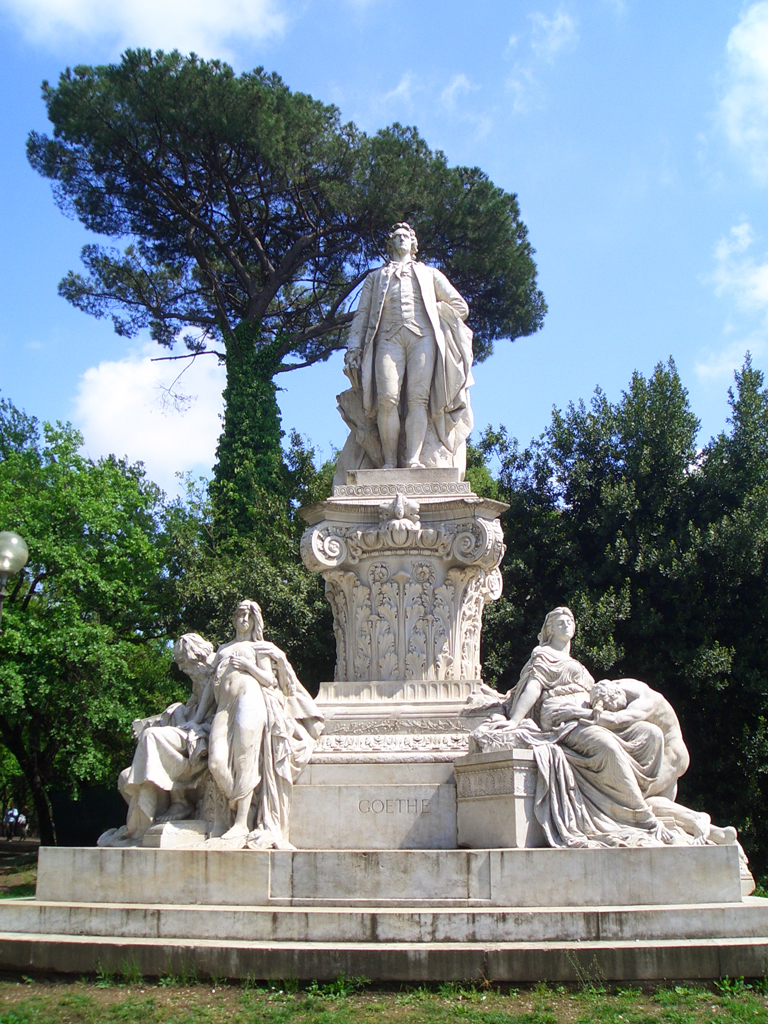
Roma: monumento a Goethe en el parque de Villa Borghese
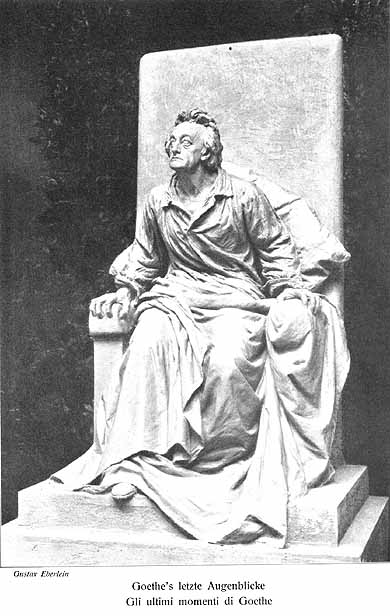
Escultura, "los últimos momentos de Goethe"
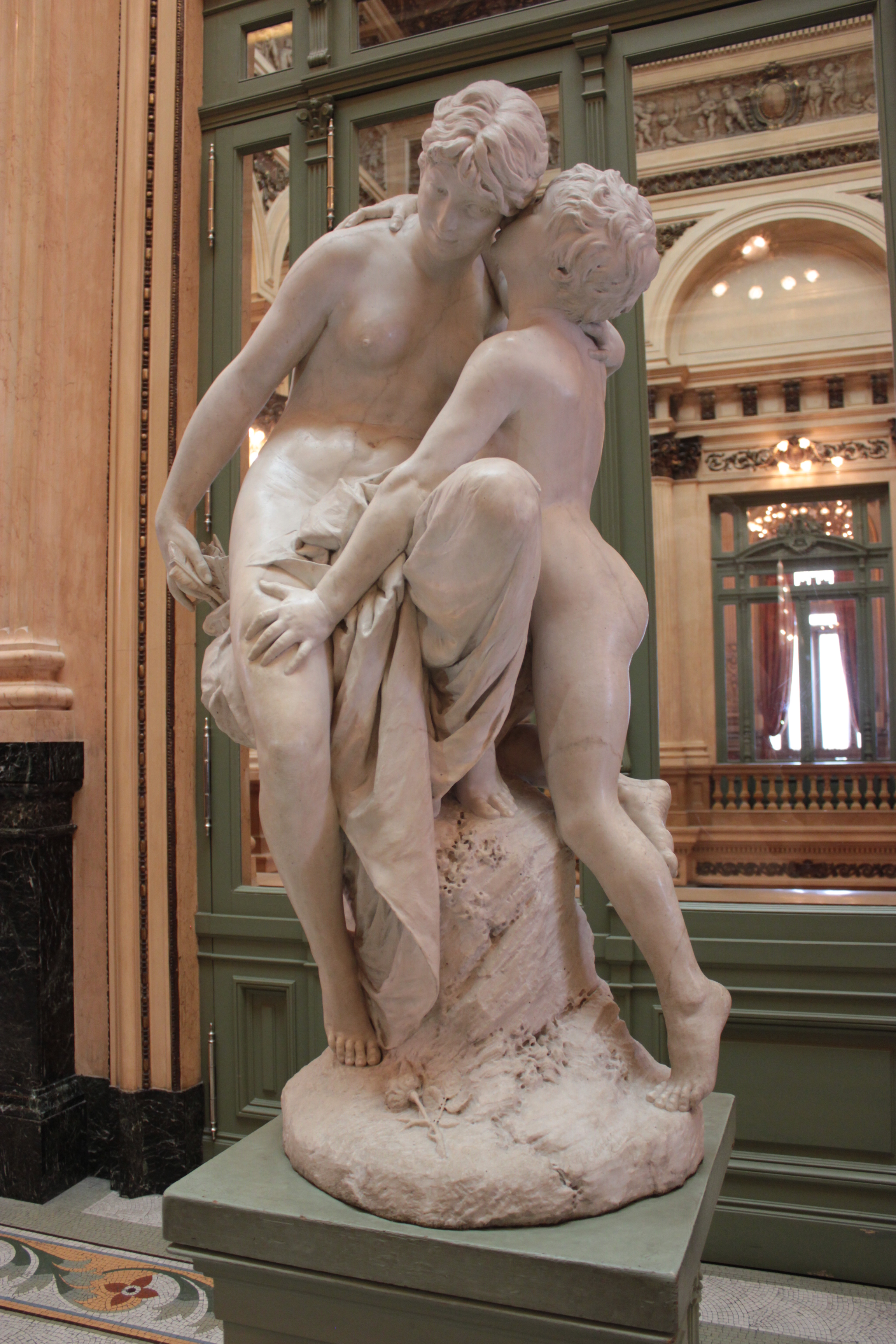
Galería de los bustos del Teatro Colón, Escultura, El Secreto (escultura)
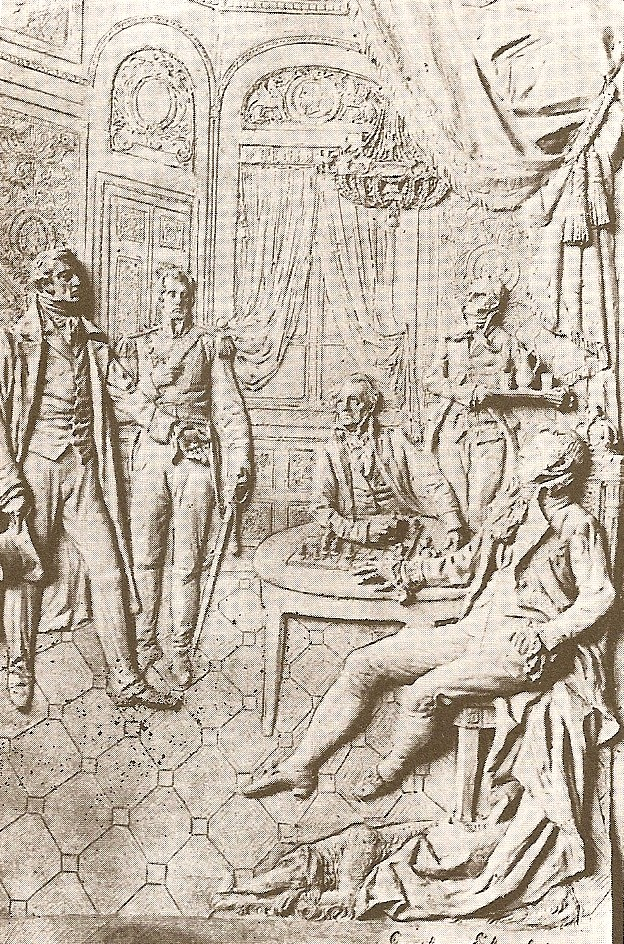
Relieve:Juan José Castelli demanda al virrey Cisneros permitir la realización de un Cabildo Abierto

## Notas y referencias

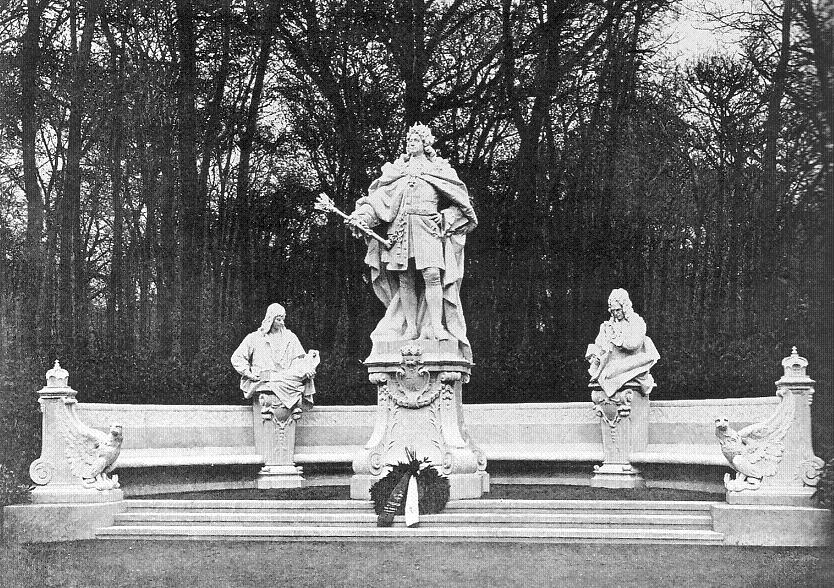
Federico I de Prusia (Tiergarten)